# Abdülmecit
Pel segon sultà amb aquest nom, vegeu Abdülmecit II
Abdülmecit I (turc otomà: عبد المجيد اول, ‘Abdü'l-Mecīd-i evvel) (23 d'abril de 1823 – 25 de juny de 1861) va ser soldà de l'Imperi Otomà. Va succeir el seu pare Mahmut II el 2 de juliol de 1839 i governà l'Imperi fins a la seva mort.
El seu regne va estar marcat per l'auge dels moviments nacionalistes a través del seu Imperi. Abdülmecit va procurar de promocionar el sentiment otomanista entre les diferents nacions subjectes a l'Imperi, però va fracassar en el seu intent d'integrar els pobles de religió no musulmana i d'ètnia no turca a la societat otomana.

## Guerra egipcio-otomana
Les Potències (Àustria, Anglaterra, França, Rússia i Prúsia) van imposar un acord en 1840 per tancar la guerra egipcio-otomana que traslladava Creta de Muhammad Ali de nou a l'Imperi Otomà, i això esvaïa les esperances d'unificació amb Grècia o d'independència i un grapat de cretencs exiliat van declarar la revolució el 22 de febrer de 1841. El governador turc originalment volia fer les paus amb els rebels, però va acabar enviant tropes a les principals zones de concentració rebel i va aconseguir reprimir la rebel·lió. Els rebels es van quedar sols doncs les potències estrangeres i Grècia s'havien negat a ajudar-los, i van perdre després d'haver patit grans baixes, a les batalles de Provarma, Vafe, Ksida i Vryses, amb els líders rebels restants fugint cap a Grècia amb dones i nens.

## Reformes de Tanzimat
L'èxit més gran d'Abdülmecit va ser l'aplicació de les reformes de Tanzimat (reorganització) que havia preparat el seu pare Mahmut II i que van començar la modernització de Turquia el 1839. Aquestes reformes van suposar l'occidentalització de Turquia que es va equiparar en molts aspectes legals i socials amb els estats d'Europa.

## Revoltes albaneses
La revolta albanesa de 1843–1844, també coneguda com l'aixecament del dervix Cara va ser un aixecament al nord de l'Albània otomana contra les Reformes Tanzimat otomanes que van començar el 1839 i es posaven en acció gradualment a les regions d'Albània. El maig de 1844 l'exèrcit otomà va atacar els rebels, obligant-los a retirar-se a les zones de Kalkandelen, Üsküb i Kumanova. Els forts combats van tenir lloc del 13 al 17 de maig de 1844 al pas de Katlanovo i el 18 de maig a les termals de Katlanovo. El 21 de maig de 1844 l'exèrcit otomà va entrar a Üsküb, on es van produir moltes represàlies, i de maig a juny, després de durs combats l'exèrcit otomà va recuperar Kumanova, Preševo, Bujanovac, Vranje, Kalkandelen i Gostivar, i al juliol l'exèrcit otomà va capturar totes les àrees que van des de Kačanik fins a Pristina. Dervish Cara va ser capturat per les forces otomanes l'estiu de 1844. El sud d'Albània es va revoltar en 1847 otomana contra les Reformes Tanzimat, i en veure la dura resistència, Mehmed Reshid Pashà va declarar una amnistia i va convidar tots els líders a trobar-se amb ell però van ser capturats, i la resistència organitzada ja no va ser possible i les forces albaneses es van dividir en petites cetes. Les forces otomanes van entrar a les regions de l'aixecament i milers d'homes van ser arrestats i deportats.

## Revolució de 1848
Durant les revolucions de 1848, el Principat de Moldàvia i el Principat de Valàquia quedaren sota control rus després de l'intent revolucionari. La Revolució valaca de 1848 va ser un aixecament liberal i nacionalista romanès a Valàquia que va intentar tombar l'administració imposada per les autoritats imperials russes sota el règim del Regulamentul Orgànic exigint l'abolició del privilegi boiar. Dirigida per un grup de joves intel·lectuals i oficials de la milícia, el moviment va aconseguir derrocar el príncep governant Gheorghe Bibescu, a qui va substituir per un govern provisional i una regència, i de passada una sèrie de grans reformes progressistes, anunciades per primera vegada a la Proclamació d'Islaz. Malgrat els seus ràpids guanys i el suport popular, la nova administració va estar marcada pels conflictes entre l'ala radical i les forces més conservadores, especialment pel tema de la reforma agrària. Dos cops d'estat avortats successius van poder debilitar el Govern, i el seu estatus internacional va ser sempre impugnat per Rússia. Després d'aconseguir reunir un cert grau de simpatia dels líders polítics otomans, la Revolució va ser finalment aïllada per la intervenció dels diplomàtics russos, i finalment reprimida per una intervenció comuna dels exèrcits otomans i russos, sense cap forma significativa de resistència armada. No obstant això, durant la dècada següent, la consecució dels seus objectius va ser possible gràcies al context internacional, i els antics revolucionaris es van convertir en la classe política original de la Romania unida i el Tractat de Balta Liman va comportar el nomenament de Barbu Dimitrie Știrbei com hospodar (príncep) de Valaquia i de Grigore Alexandru Ghica, hospodar de Moldàvia.

## Guerra de Crimea
Va intentar establir aliances amb les grans potències europees, principalment amb el Regne Unit i França, que van lluitar al costat de l'Imperi a la guerra de Crimea contra Rússia, durant la qual els principats danubians van caure baix domini de l'Imperi Austríac. El sistema estatutari va ser anul·lat pel Tractat de París de 1856. Al següent Congrés de París celebrat el 30 de març de 1856, l'Imperi Otomà va ser-hi inclòs entre les nacions europees.

## Mort i successió
Com el seu pare, va morir de tuberculosi, als 39 anys. El succeí el seu germà Abdülaziz, el membre més gran de la casa d'Osman. Va deixar diversos fills, dos dels quals (Murat V i Abdül Hamid II) ascendirien al tron.

## Reformes
Entre les reformes més rellevants que va promoure Abdülmecit hi trobem:
- Introducció dels primers bitllets otomans (1840)
- Reorganització de l'exèrcit (1843-1844)
- Adopció d'un himne nacional i d'una bandera otomana (1844)
- Reorganització del sistema financer d'acord amb el model francès
- Reorganització del codi civil i criminal d'acord amb el model francès
- Establiment del Meclis-i Maarif-i Umumiye (1845), que va ser l'embrió del primer parlament otomà (1876)
- Institució del consell d'instrucció pública (1846)
- Establiment de les primeres universitats i acadèmies modernes (1848)
- Aboloció dels impostos que gravaven amb tarifes més altes els no musulmans (1856)
- Els no musulmans van ser admesos a l'exèrcit (1856)
- Diferents decrets per millorar l'administració dels serveis públics i per promoure el comerç.
- Prohibició oficial del turbant, en favor del fez.